# 野澤喜左衛門
野澤 喜左衛門（のざわ きざえもん）は、文楽義太夫節三味線方の名跡。

## 初代
（安政7年1月3日（1860年1月25日） - 昭和11年（1936年）11月16日）本名は河野福松。
大坂の生まれ、1869年に2代目野澤勝市の門下で野澤福松、野澤赤助、野澤勝助、1884年9月に野澤勝市を襲名、1909年に喜左衛門と名乗った。
後廃業し神戸で稽古屋の師匠になった。

## 2代目
（1891年6月27日 - 1976年5月9日）本名は加藤善一。日本芸術院会員。
兵庫県神戸市の生まれ、1899年12月に8歳で勝市（後に初代喜左衛門）の門下。翌年1900年に3代目野澤勝一の門下で勝平を名乗る。1904年12月に鶴澤寛次郎の預かり弟子となる。1936年2月に8代目竹本綱大夫と共に新義座に参加、まもなく文楽座へ復帰。1942年11月に2代目喜左衛門を襲名した。1962年重要無形文化財保持者(人間国宝)。1968年日本芸術院賞受賞、71年芸術院会員。著書には『野沢の面影』がある。養子が3代目喜左衛門。
文楽の伝統を踏まえた繊細で華麗な芸風で世話物を得意とする一方、文楽に興味を示さない若者などにアピールするために口語を持ち込むなどの新たな取組も行った。
1976年5月9日、尿毒症のため大阪市西区の日生病院にて死去。自宅で密葬後、四天王寺本坊で文楽協会葬が行われた。

## 3代目
（1938年6月13日 - 2006年6月18日）本名は加藤利雄。文楽協会技芸員、国立劇場研修講師。
大阪府大阪市の生まれ、2代目喜左衛門の養子。1950年10月に2代目野澤勝太郎の門下で2代目野澤勝平を名乗る。1967年に芸術選奨文部大臣新人賞、大阪文化祭賞を受賞。1987年4月に3代目喜左衛門を襲名。
主な作曲に「鬼一法眼くらま山」「夫婦善哉」「平家女護ケ島」など